# Семицветная танагра
Семицветная танагра (Tangara fastuosa) — вид птиц из семейства танагровых (Thauridae). Небольшая птичка величиной с воробья, окрашенная в чёрный, бирюзовый и фиолетово-синий цвета.

## Охрана
Ареал семицветной танагры ограничен участками тропических прибрежных лесов на востоке Бразилии в штатах Пернамбуку и Алагоас. Сведение лесов на побережье и многолетний отлов самих птиц существенно сократили численность этого вида. Хотя формально семицветная танагра считается охраняемой, браконьеры ежедневно отлавливают этих птиц и перепродают как внутри страны, так и за её пределы.